# 일본 브레이크 공업
일본 브레이크 공업(日本ブレイク工業)은 일본 가나가와현 요코하마시 나카구에 본사를 둔 건물 해체 전문 기업이었다. 약칭 NBK
건축물을 중심으로 한 해체 공사를 주 업무로 하였다.
1986년에 설립되었으나 2009년에 자회사 사장과 회계 직원을 통한 공금횡령으로 도산하였다.

## 사가
'만Z(양산형)'(萬Z(量産型))이 작곡한 이 회사의 사가(社歌)는 2003년 10월 24일에 TV 아사히의 타모리 구락부에 처음 소개되면서 알려졌고, 그 후 인터넷에서 뮤직비디오가 퍼져 나가면서 큰 인기를 얻었다.
2003년 12월 22일에는 오리콘 차트 싱글 부문에서 22위에 올랐다. 이 후 오리콘 차트 7위에까지 올랐다고 한다.